# Concorde Agreement
Das Concorde Agreement (ursprünglich „Maranello Agreement“) war ein Vertrag zwischen der Fédération Internationale de l’Automobile (FIA), den einzelnen Formel-1-Teams und der Formula One Administration (FOA). Es regelte im Wesentlichen die Verteilung der kommerziellen Einnahmen und Preisgelder an die Teams. Weiter behandelte es auch Reisekostenzuschüsse, Anzahl von Rennen und Teams, Zuständigkeiten der Institutionen und den Ablauf für Regeländerungen. Das Driver Contract Recognition Agreement war ebenfalls ein Teil des Concorde Agreements.
Durch das Abkommen verpflichteten sich die Teams zur Teilnahme an den Rennen der Formel-1-Weltmeisterschaft, dies erleichterte die Verhandlungen mit Fernsehstationen enorm. Das Abkommen war die Grundlage für die steigende Popularität der Formel-1-Weltmeisterschaft und den Reichtum vieler daran beteiligter Personen, insbesondere Multimilliardär Bernie Ecclestone.
Die Vertragsparteien behandelten den Inhalt vertraulich, jedoch sind im Laufe der Zeit einige Eckdaten bekannt geworden.
Das erste der mittlerweile sechs Concorde Agreements wurde 1981 abgeschlossen, die folgenden in den Jahren 1987, 1992, 1997, 1998 und 2009. Von 2008 bis Mitte 2009 existierte kein gültiges Concorde Agreement, alle Beteiligten verständigten sich jedoch darauf, die Bedingungen des fünften Concorde Agreements beizubehalten. Seit der Saison 2013 existiert erneut kein gültiges Concorde Agreement mehr, stattdessen schloss die Formula One Group separate Abkommen mit den einzelnen Teams ab.
Seit der Saison 2020 unterschrieben alle 10 Teams einen Vertrag mit Concorde.

## Das erste Concorde Agreement von 1981

### Der FISA-FOCA-Krieg
Im Jahr 1978 wurde die Commission Sportive Internationale (CSI), eine Unterorganisation der FIA und zuständig für das Regelwerk der Formel 1, aufgelöst und durch die Fédération Internationale du Sport Automobile (FISA) ersetzt. Den Vorsitz hatte Jean-Marie Balestre. Er wurde von den in der Formel 1 engagierten Automobilfirmen Renault, Ferrari und Alfa Romeo unterstützt.
Im selben Jahr wurde Ecclestone Vorsitzender der Formula One Constructors Association (FOCA), Max Mosley agierte als sein Rechtsbeistand. Die FOCA vertrat die Interessen der meisten, vorwiegend britischen Teams, die nur von der Teilnahme in der Formel 1 lebten und von Enzo Ferrari etwas verächtlich als „Garagisti“ (deutsch Garagenbesitzer) bezeichnet wurden.
Die Spannungen zwischen den Parteien stiegen mit dem Startunfall in Buenos Aires 1979. Jody Scheckter (Ferrari) und John Watson kollidierten in der zweiten Kurve. Scheckter verletzte sich am Handgelenk und konnte, wie fünf andere Fahrer, nicht zum Neustart antreten. Zusätzlich verletzte sich Nelson Piquet am Fuß. Balestre sah die Schuld bei Watson und verlangte, dass dieser nicht zum Neustart antreten durfte. Watson beendete das Rennen schließlich als Dritter, bekam aber eine Geldstrafe. Ecclestone hinderte die anderen Fahrer daran, sich zum Vorfall zu äußern, und managte die Bezahlung der Strafe.
In der Folge diskreditierte Balestre Ecclestone öffentlich, weil dieser zum Beispiel von den Streckenbetreibern immer mehr Startgeld forderte, damit die FOCA-Teams überhaupt anreisten. Im Sommer 1979 verbot Balestre den Teams Werbung auf ihren Autos, versuchte das FOCA-zugehörige Rennen in Long Beach zu verhindern, veränderte das Reglement zu Gunsten der FISA-Teams und führte Geldbußen für Fahrer ein, die nicht zu den Vorbesprechungen erschienen.
Im Februar 1980 veröffentlichte Balestre ein neues Regelpaket für die Saison 1981. Durch Anhebung des Mindestgewichts und Verbot des Ground-Effekts sollten die Turbomotoren seiner Hersteller bevorteiligt werden. Am 15. April 1980 löste die FIA für die kommende Saison die Grand Prix World Championship auf, gründete die FIA Formula 1 World Championship und setzte die FISA für die Organisation neu ein. Damit ermöglichte sie Balestre, sämtliche Regeländerungen durchzudrücken. 
In der Folge blieben die Fahrer der FOCA-Teams wieder den Besprechungen fern, da diese Regel erst ab der folgenden Saison gültig war. Beim Großen Preis von Spanien kochte die Situation über. Balestre forderte von den Fahrern die Bußgelder ein, ansonsten würden sie ihre Lizenz verlieren. Ecclestone konterte mit der Androhung eines Boykotts. Schließlich drängte der König von Spanien Juan Carlos persönlich die Veranstalter zur Fortführung des Events, diese schlossen die FISA-Teams von der Veranstaltung aus. Die FOCA-Teams bestritten das Rennen alleine. Balestre deklarierte es dann als Piratenrennen und wertete es nicht für die Weltmeisterschaft.
Im Oktober 1980 kündigte die FOCA eine Konkurrenzserie für 1981 an. Sie hieß World Professional Drivers Championship und hatte die World Federation of Motor Sport (WFMS) als sportliche Behörde. Man präsentierte für die Saison 1981 einen Rennkalender mit 18 Rennen, der sich zu großen Teilen mit dem Formel-1-Kalender deckte, aber einige Rennen durch andere ersetzte und einige zusätzliche hatte. Das erste Rennen fand am 7. Februar auf der Rennstrecke Kyalami in Südafrika statt. Mit der Ankündigung dieses Rennens gelang es, die FISA unter Druck zu setzen. Diese benötigte mehr Zeit, verlängerte die Einschreibefrist für die Teams bis Ende Januar und verschob ihre Renntermine. Das erste Rennen Ende Januar in Argentinien wurde vorläufig abgesagt und das zweite Rennen in Südafrika vom 7. Februar auf den 11. April verschoben. Die Organisatoren des Südafrika-Rennens hatten aber bereits Verträge mit der FOCA für den 7. Februar. Dieses wurde dann auch als einziges Formula-Libre-Rennen ausgetragen und wurde später zu den Formel-1-Rennen ohne Weltmeisterschaftsstatus gezählt. Das zuvor abgesagte Argentinien-Rennen wurde am 12. April ausgetragen.

### Das Maranello Agreement
Die Hersteller luden auf die Initiative von Enzo Ferrari die FOCA-Teams nach Maranello ein, um ihre Differenzen auszuräumen. Am 19. Januar 1981 unterzeichnete man gemeinsam das Maranello Agreement. Während Balestre eine Blockade-Taktik fuhr, gab Renault Mitte Februar bekannt, dass sie am 15. März in Long Beach gegen die FOCA-Teams antreten werden, wie auch immer Balestre sich entscheiden möge. Kurz darauf folgte Ferrari, und dann auch Alfa Romeo und Talbot.
Balestre erkannte, dass er gegen die Übereinkunft zwischen den Herstellern und den Konstrukteuren nichts tun konnte, so einigte er sich schließlich mit Ecclestone. Am 11. März unterschrieb auch er das Abkommen. Auf Anliegen von Balestre wurde es umbenannt in Concorde Agreement, nach der Place de la Concorde in Paris. Das erste Abkommen hatte eine Laufzeit bis zum 31. Dezember 1987.

### Auswirkungen
Das Abkommen erkannte die FIA, respektive die FISA, sowohl als oberstes regelgebendes Organ als auch den Inhaber der kommerziellen Rechte an, wobei die kommerziellen Rechte an die FOCA verliehen wurden. Somit hatte die FISA ihre Meisterschaft zurück und die volle Kontrolle über das technische Reglement. Die Fernsehübertragungsrechte wurden von der FOCA verwaltet, und die Einkünfte daraus verteilt, wobei der Verteilungsschlüssel unklar war. Zusätzlich wurden Privatteams aus der Formel 1 verbannt, somit musste jedes Team ein eigenes Chassis produzieren. Die Teams waren nun verpflichtet, an allen Rennen teilzunehmen. Die Rennen wurden zu einheitlichen Events und der Sport professioneller.
Ab 1982 vermietete Ecclestone die Übertragungsrechte an die Europäische Rundfunkunion und brachte diese dazu, künftig alle Rennen zu übertragen. Das Interesse am Sport stieg stark an, Sponsoren wurden an Land gezogen und brachten viel Geld in die Kassen der Teams. Abgesehen von den Streckenbetreibern, die nur noch mit der FOCA nach einheitlichen Vorstellungen verhandeln konnten, waren alle zufrieden.
Außerdem wurde auf Drängen von Enzo Ferrari der Scuderia Ferrari als einzigem Team, das sowohl Chassis als auch Motor selbst produzierte und zudem seit 1950 an der damals noch Automobil-Weltmeisterschaft genannten Rennserie teilnahm, ein Vetorecht zugestanden, mit dem das Team alle großen Entscheidungen blockieren konnte.

## Das zweite Concorde Agreement von 1987
Ecclestone gründete die Firma Formula One Promotions and Administration (FOPA), die die kommerziellen Rechte von der FOCA weiterverliehen bekam. Von den Fernsehgeldern flossen nun 47 Prozent an die Teams und 30 Prozent an eine Firma names Allsopp, Parker & Marsh, die ihrerseits einen Teil an die FIA abgab. Die restlichen 23 % behielt die FOPA für sich. Zusätzlich flossen sämtliche Gelder aus den Grand-Prix-Gebühren in die FOPA, dafür übernahm sie die finanziellen Sicherheiten und die Preisgelder. 1987 betrug das gesamte Preisgeld 915.000 US-Dollar pro Rennen. Für die Jahre bis 1991 kam eine jährliche Erhöhung in Abhängigkeit vom amerikanischen Konjunkturbarometer hinzu.
Das zweite Abkommen wurde 1987 unterzeichnet und hatte eine Laufzeit bis zum 31. Dezember 1991.
1988 verkaufte Ecclestone das Brabham-Team und kümmerte sich nun hauptsächlich um die Organisation der Formel 1.

## Das dritte Concorde Agreement von 1992
Seit 1992 war das Driver Contract Recognition Agreement Teil des Concorde Agreement. Es umfasste etwa 25 der gesamten 100 Seiten und definierte das Contract Recognition Board, eine unabhängige Schiedsstelle, bei der Verträge zwischen Fahrer und Teams hinterlegt werden. Seit dieser Version war die Gesamthöhe der Preisgelder nicht mehr fix.
Das dritte Abkommen hatte eine Laufzeit bis zum 31. Dezember 1996. 

### Das Variation Agreement von 1994
Nach dem Unfalltod von Roland Ratzenberger und Ayrton Senna beim Großen Preis von San Marino 1994 kam es im Rahmen von Sicherheitsdiskussionen zum Abschluss eines Variation Agreements. Dadurch wurde das Concorde Agreement um den Artikel 7.5 erweitert. Dieser Artikel erlaubte es der FIA, die Regeln ohne Zustimmung der Teams und auch während einer Saison zu verändern, falls aufgrund technischer Entwicklungen die Sicherheit der Fahrer zu stark gefährdet ist.

## Das vierte Concorde Agreement von 1997
Alle Verträge, die Ecclestone bis dahin gemacht hatte, unterschrieb er im Namen der FOCA. Um dies zu ändern, unterzeichnete er Ende 1995 einen Vertrag mit der FIA, an deren Spitze seit 1991 Mosley war. Diese vermietete die kommerziellen Rechte ab 1997 für 14 Jahre direkt an Ecclestones eigene Firma Formula One Management (FOM), womit diese nun nicht mehr an die FOCA verliehen werden konnten. Die FOM bekam nun direkt alles Geld aus den TV-Rechten, wovon sie weiterhin 47 Prozent an die Teams weiterverteilte, und aus den Grand-Prix-Gebühren, wovon sie das Preisgeld finanzierte.
Die Teams McLaren, Williams und Tyrrell wollten mehr von den Einnahmen aus den TV-Rechten und verweigerten die Unterschrift unter dem neuen Concorde Agreement. Diese Teams blieben darauf ohne Einkommen und Mitspracherecht.
Das vierte Abkommen wurde am 5. September 1996 unterzeichnet und war für eine Laufzeit bis zum 31. Dezember 2002 gedacht, wurde aber durch die 1998er Version vorzeitig ersetzt. 
Das 1997er Abkommen wurde 2005 im Rahmen neuer Streitigkeiten von RaceFax.com für mehr Transparenz in der Formel 1 veröffentlicht. Es besteht aus 103 Seiten und offenbarte den exakten Geldverteilungsschlüssel.

## Das fünfte Concorde Agreement von 1998
Um die Teams zu einem neuen Abkommen zu überreden, nahm Ecclestone 1,4 Milliarden US-Dollar aus Anleihen auf und versprach den Teams eine Beteiligung, falls seine Firma an die Börse gehen würde. Allerdings kam dies für ihn nie in Frage, er wollte nicht in einer Aktiengesellschaft arbeiten. Es war nur ein Trick, aber dieser gelang. Bis alle Parteien zufrieden waren, wurden während mehr als einem Jahr insgesamt über 30 Versionen ausgearbeitet.
Das Abkommen wurde schließlich am 23. und 24. Mai 1998 in Monaco von allen Parteien außer Sauber unterzeichnet. Sauber wartete wegen Problemen zwischen der FIA und der Europäischen Kommission noch bis Ende Juli mit der Unterschrift. Das fünfte Concorde Agreement hatte ein Laufzeit bis zum 31. Dezember 2007.
Das Abkommen verpflichtete die Teams für die Teilnahme an bis zu 17 Rennen pro Jahr. In den bisherigen Abkommen waren es deren 16.
Im Rahmen dieses Abkommens unterzeichneten die Teams Williams und McLaren ein Zusatzabkommen mit Bernie Ecclestone. Dieses sollte den beiden Teams Geld bringen, falls Ecclestone Firmenanteile verkauft. Obwohl Ecclestone viermal Anteile verkaufte, sahen die Teams nie Geld. Über Jahre versuchen die beiden Teams, ihre jeweiligen Anwaltskanzleien auf Schadenersatz zu verklagen, weil diese die Lücken in den Verträgen nicht erkannten. Möglicherweise hatten die beiden Teams mit der falschen Firma aus Ecclestones Imperium verhandelt. Im Rahmen der Rechteübernahme der Formel 1 durch Alpha Prema Ende 2005 / Anfang 2006 wurden beide Fälle außergerichtlich beigelegt.
Paul Stoddart äußerte Jahre später, dass die Teams, welche das vorherige Abkommen nicht unterzeichneten, für ihre Unterschrift einen großen Geldbetrag erhalten haben.

## Das Memorandum of Understanding von 2006
Ab 1999 verkaufte Ecclestone die ersten 50 Prozent seiner Firmenanteile. Diese wurden 2001 von der KirchMedia übernommen. Zusätzlich wurde eine 25-Prozent-Option eingelöst. Somit hatte KirchMedia die Mehrheit an den kommerziellen Rechten. Die Formel-1-Teams fürchteten nun, die Formel 1 könnte im Pay-TV untergehen und somit den Wert ihrer eigenen Werbeflächen mindern. Damit wurden in der Formel 1 Machtkämpfe ausgelöst. Hersteller und Teams vereinigten sich, um eine stabile Plattform für eine sicherere Zukunft zu schaffen. Nach gescheiterten Verhandlungen mit Leo Kirch begann die Herstellervereinigung GPWC Holding mit der Planung einer alternativen Weltmeisterschaft ab 2008.
Im April 2002 meldete die Kirch-Gruppe Insolvenz an. Verhandlungen über die Anteile blieben erfolglos. Im Juli 2002 gingen die Kirch-Anteile an die Gläubigerbanken über und wurden proportional zu den gewährten Krediten verteilt – 62,2 Prozent an die Bayerische Landesbank und jeweils 18,9 Prozent an Lehman Brothers und JPMorgan. Damit fanden die Pay-TV-Diskussionen ein Ende, nicht aber der Kampf ums Geld.
Im Dezember 2004 bot Bernie Ecclestone den Teams 500 Millionen US-Dollar für die Unterzeichnung eines neuen Concorde Agreements mit einer Laufzeit bis Ende 2012. Die Teams gingen nicht auf dieses Angebot ein.
Am 19. Januar 2005 gaben Ferrari, die FIA und Ecclestone gemeinsam bekannt, man habe eine kommerzielle Vereinbarung unterzeichnet und Ferrari bis einschließlich 2012 an die Formel 1 gebunden. Ferrari bekam dafür künftig etwa die doppelten Einnahmen aus kommerziellen Rechten, weiterhin ein Veto-Recht bei allen Abstimmungen sowie eine Unterschriftsprämie in Höhe von 80 Millionen US-Dollar. Damit gelang es, einen Keil zwischen die GPWC-Teams zu treiben. Im Verlauf des Jahres unterzeichneten auch Red Bull (zuvor Jaguar), Jordan (später Midland F1, noch später Spyker) und Toro Rosso (zuvor Minardi) ähnliche Vereinbarungen. Im Dezember folgte Williams und im Februar 2006 schließlich noch das neue Team Super Aguri. Damit war es in Zukunft zumindest möglich, bei 3 Rennautos pro Team, Rennen auszutragen und die Formel 1 hätte bei einer Spaltung fortbestehen können.
Während des Großen Preises von Spanien einigten sich die GPWC-Teams mit Ecclestone und unterzeichneten ein Verständnismemorandum. Damit war die Alternativserie vom Tisch – zumindest vorläufig.
Das Verständnismemorandum definierte ab dann die Verteilung der Einnahmen – aber nicht die Regelgebung nach Ablauf des Concorde Agreements von 1998.
Nach dem Concorde Agreement wurden 47 Prozent der Einnahmen aus den TV-Rechten unter den Teams verteilt. 2004 waren das etwa 150 Millionen US-Dollar, wobei das beste Team etwa 22 Millionen und das schlechteste Team etwa 11 Millionen bekam. Neben den TV-Rechten generierte die Formel 1 auch Einnahmen über Grand-Prix-Gebühren, Bandenwerbung und den Paddock-Club. Betrachtet man alle Einnahmen, so erhielten die Teams bis dahin nur etwa 23 Prozent des ganzen Kuchens. Mit dem Abschluss des Verständnismemorandums bekamen die Teams nun 50 Prozent aller Einnahmen. Für den Gewinn des Konstrukteurstitels 2007 bekam Ferrari 47,5 Millionen Euro.
Zwischen November 2005 und April 2006 übernahm Alpha Prema mit Hauptanteilseigner CVC die gesamten kommerziellen Rechte der Formel 1 (SLEC sowie Allsport Management, das für die Vermarktung von Werbeflächen an Rennstrecken und den Paddock-Club zuständig ist). Die bisherigen Concorde Agreements enthielten Zahlungen aller teilnehmenden Teams an Ferrari, weil sie „viel für den Sport getan haben“. Am 6. Juni 2006 wurde bekannt, dass zukünftig die CVC für diese Gelder aufkommt.

## Das sechste Concorde Agreement von 2009
Trotz Bemühungen um ein neues Concorde Agreement kam bis zum Saisonbeginn keines zustande. So begann die Saison 2008 ohne ein gültiges Abkommen. Die Teams und Ecclestone waren sich weitgehend einig, aber Max Mosley verweigerte seine Unterschrift, weil er fürchtete, viel Macht einzubüßen. Als Mosley nach seinem Sexskandal am 3. Juni 2008 in seinem Amt bestätigt wurde, kamen wieder Diskussionen über die Piratenserie auf. Am 29. Juli wurde die Gründung der Formula One Teams Association (FOTA) beschlossen.
Am 17. März 2009 gab die FIA die bereits ratifizierten Regeln für die Saison 2010 bekannt. Diese beinhalteten unter anderem eine freiwillige Budgetobergrenze von 30 Millionen britische Pfund pro Saison. Teams, die sich daran hielten, sollten mehr technische Freiheiten bekommen, wie etwa ein anderer Unterboden, verstellbare Flügel oder ein Motor ohne Drehzahlbeschränkung. Die FIA nahm sich dabei die Freiheit, jederzeit die Regeln anzupassen, um die beiden Klassen im Gleichgewicht zu halten. Für die FOTA-Teams war ein solches Parallelreglement inakzeptabel.
Die beiden Teams Williams und Force India schrieben sich bedingungslos ein und wurden vorläufig aus der FOTA ausgeschlossen.
Bis zum Einschreibeschluss Ende Mai schrieben sich alle anderen bestehenden Teams für die Saison 2010 ein, allerdings unter zwei Bedingungen: Die Regeln der Saison 2009 sollten angewendet werden und bis zum 12. Juni musste ein neues Concorde Agreement unterzeichnet werden. Mosley hingegen wollte am 12. Juni eine definitive Liste der Teams veröffentlichen und bat die FOTA-Teams, sich bedingungslos einzuschreiben, damit sie an der Regeldiskussion mitwirken konnten. Die Parteien näherten sich in den folgenden Tagen etwas an. Mosley war bereit, auf das Parallelreglement zu verzichten, blieb aber stur beim Budgetlimit.
Am 12. Juni 2009 präsentierte Mosley eine provisorische Liste. Darauf standen Ferrari, Red Bull, Toro Rosso, Williams, Force India sowie die Neulinge Campos (später HRT), US F1 und Manor (später Virgin) als fixe Starter. Die FOTA-Teams McLaren, BMW, Renault, Toyota und Brawn (später Mercedes) waren mit einem Sternchen versehen. Dazu hieß es, man wolle mit ihnen Diskussionen führen, um die Differenzen aus dem Weg zu räumen und in einer Woche die definitive Liste präsentieren. Mosley erlaubte sich, die Teams Ferrari, Red Bull und Toro Rosso wegen der Vereinbarungen aus dem Jahr 2005 ohne Bedingungen zu nominieren. Die Teams beteuerten aber, unter diesen Umständen nicht an der Weltmeisterschaft 2010 teilzunehmen.
In dieser Woche gab es weitere Treffen, beide Seiten zeigten sich kompromissbereiter und näherten sich weiter an. Schlussendlich scheiterte die Sache am Regelgebungsprozess sowie an einem fixierten Budgetlimit. Am 19. Juni wurde von Mosley keine neue Liste präsentiert, dafür gaben die FOTA-Teams ihre Abspaltung und die Gründung ihrer eigenen Rennserie bekannt.
Am 24. Juni wurde eine Einigung bekannt gegeben. Es gab nun kein Budgetlimit, somit auch kein Zweiklassenreglement. Für die Kostenkontrolle war künftig die FOTA zuständig. Dafür wurde ein neues Concorde Agreement und eine Teilnahmeverpflichtung bis Ende 2012 unterzeichnet. Als weiteren Punkt der Einigung kandidierte Mosley nicht mehr als FIA-Präsident.
Schlussendlich wurde das neue Concorde Agreement am 31. Juli 2009 von der FIA und am 5. August von den Teams unterschrieben. Das Abkommen hatte eine Laufzeit bis zum 31. Dezember 2012.
Die bisherigen Concorde Agreements umfassten rund 100 Seiten. Das sechste Concorde Agreement soll rund 350 Seiten gehabt haben, davon regelten deren 250 die Verteilung der Einnahmen.

## Concorde-Verträge 2013
Die Saison 2013 startete ohne gültiges Concorde Agreement. Zehn der elf Teams unterzeichneten separate Abkommen, sogenannte Concorde-Verträge mit der Formula One Group, nur Marussia fuhr zunächst ohne Vertrag. Wäre bis zum Ende der Saison kein Vertrag zustande gekommen, wäre Marussia nicht an der Ausschüttung der Einnahmen an die Teams beteiligt worden. Das bereits im ersten Concorde Agreement verankerte Vetorecht für Ferrari blieb auch weiterhin erhalten.
Nach langen Verhandlungen einigten sich Ecclestone und FIA-Präsident Jean Todt im Juli 2013 auf ein neues Abkommen, das am 27. September 2013 von den beiden Vertragspartnern ratifiziert wurde. Es gab mit den Teams aber lediglich die einzeln unterzeichneten Abkommen, dieses Vorgehen geriet nach und nach in die Kritik von einzelnen Teams, die sich als benachteiligt ansahen.
Sechs Teams wurde in den Concorde-Verträgen der Sitz in der sogenannten Strategiegruppe zugesichert, in der über Änderungen des Reglements abgestimmt wird, bevor diese dem Motorsport-Weltrat der FIA zur Ratifizierung vorgelegt werden. Bei diesen Teams handelt es sich um Ferrari, McLaren, Red Bull, Mercedes, Williams, sowie das in der Konstrukteurswertung des Vorjahres bestplatzierte andere Team. Außerdem sicherten sich Ferrari, McLaren, Red Bull, Mercedes und Williams unterschiedlich hohe, jährliche Sonderzahlungen in zweistelliger Millionenhöhe. Dies führte dazu, dass Ferrari 2015 nach Platz vier in der Konstrukteurswertung 2014 mit 164 Millionen US-Dollar die höchsten Zahlungen von der FOM erhielt, das unmittelbar vor Ferrari platzierte Williams-Team mit 83 Millionen US-Dollar jedoch nur rund die Hälfte. Die ungleiche Verteilung der Einnahmen führte dazu, dass Force India und Sauber im September 2015 Beschwerde bei der EU-Wettbewerbskommission einreichten.

## Das Concorde Agreement von 2021
Nach der Übernahme der Formula One Group durch Liberty Media wurde ab 2017 an einem neuen Concorde Agreement gearbeitet. Ein Fokus der neuen Vereinbarung lag darauf, den Wert der bestehenden Teams zu beschützen. Erstmals in der Geschichte der Formel 1 wurde vereinbart, dass neue Teams vor der Teilnahme an der Meisterschaft 200 Millionen US-Dollar zahlen müssen und dass dieses Geld zu gleichen Teilen unter den zehn bestehenden Teams aufgeteilt wird. Im Gegenzug erhalten neue Teams bereits im ersten Jahr der Teilnahme einen Anteil an den Einnahmen. Auch wurde eine gerechtere Einnahmenverteilung unter den Teams vereinbart, von der vor allem Teams profitieren, die um die Meisterschaftsplätze vier bis acht kämpfen.
Am 19. August 2020 bestätigte die Formula One Group, dass die FIA und alle zehn Teams das neue Agreement unterschrieben haben. Es trat am 1. Januar 2021 in Kraft und läuft bis Ende 2025.